# Prêmio Stefan Bergman
O Prêmio Stefan Bergman (em inglês:  Stefan Bergman Prize) é um prêmio de matemática, financiado pela propriedade da viúva do matemático Stefan Bergman e suportado pela American Mathematical Society. O prêmio é concedido por pesquisa matemática em: "1) teoria da função kernel e suas aplicações em análise real e complexa; ou 2) métodos funcionais na teoria das equações diferenciais parciais elípticas com particular atenção ao método do operador de Bergman."
O prêmio é oferecido em memória de Stefan Bergman, um matemático conhecido por seu trabalho sobre análise complexa. Os recipientes do prêmio são selecionados por um comitê de juízes formado pela American Mathematical Society. O montante do prêmio é variável; em 2005 o montante foi de aproximadamente US$ 17 000.

## Recipientes
- 1989 David Catlin
- 1991 Steven R. Bell, Ewa Ligocka
- 1992 Charles Fefferman
- 1993 Yum-Tong Siu
- 1994 John Erik Fornæss
- 1995 Harold P. Boas, Emil Straube
- 1997 David Eugene Barrett, Michael Christ
- 1999 John P. D'Angelo
- 2000 Masatake Kuranishi
- 2001 László Lempert, Sidney Martin Webster
- 2003 Salah Baouendi, Linda Preiss Rothschild
- 2004 Joseph Kohn
- 2005 Elias Stein
- 2006 Kengo Hirachi
- 2007-08 Alexander Nagel, Stephen Wainger
- 2009 Ngaiming Mok, Duong Hong Phong
- 2011 Gennadi Henkin
- 2012 David Jerison, John M. Lee
- 2013 Xiaojun Huang, Steven Zelditch
- 2014 Sławomir Kołodziej, Takeo Ohsawa
- 2015 Eric Bedford, Jean-Pierre Demailly[3]
- 2016 Charles Epstein, François Treves
- 2017 Bo Berndtsson, Nessim Sibony
- 2018 Johannes Sjöstrand
- 2019 Franc Forstnerič, Mei-Chi Shaw[4]
- 2020 Aline Bonami, Peter Ebenfelt[5]